# Буковац (Брчко)
Буковац је насељено мјесто у саставу дистрикта Брчко, БиХ.

## Становништво
| Националност       | 1991.        |
| Срби               | 279 (76,65%) |
| Хрвати             | 69 (18,96%)  |
| Муслимани          | 6 (1,65%)    |
| Југословени        | 9 (2,47%)    |
| остали и непознато | 1 (0,27%)    |
| Укупно             | 364          |

## Религија
У селу се гради српска православна црква Светог Кирила и Методија, која припада епархији зворничко-тузланској.